# 塞內加爾鰨
塞內加爾鰨為輻鰭魚綱鰈形目鰨亞目鰨科的其中一種，為亞熱帶海水魚，分布於東大西洋區，從法國至塞內加爾、地中海西部海域，棲息深度12-65公尺，體長可達60公分，棲息在沿岸沙泥底質底層水域，以底棲生物為食，生活習性不明，可作為食用魚。